# مدل‌های آنالوگ گرانش
مدل‌های آنالوگ گرانش یا مدل‌های قیاسی گرانش تلاش می‌کنند پدیده‌های گوناگون نسبیت عام مانند سیاه‌چاله یا هندسه کیهان‌شناسی فیزیکی را مدل‌سازی کنند. این مدل‌سازی‌ها از دیگر سامانه‌های فیزیکی مانند صوت‌شناسی سیال در حال حرکت، هلیوم ابرشاره، چگالش بوز-اینشتین، موج گرانشی در آب، و پخش تابش الکترومغناطیسی در یک واسط دی‌الکتریک استفاده می‌کنند. این آنالوگ‌ها (قیاس‌ها) برای ایجاد نگاهی تازه به مسئله‌های حل‌نشده در فیزیک استفاده می‌شوند و اجازه می‌دهند ایده‌ها از دیگر حوزه‌های علم به کار گرفته شوند. شاید هم فرصتی برای آزمایش عملی قیاسی که می‌تواند در پدیده اصلی بکار رود بدست آید.

## تاریخ
مدل‌های آنالوگ گرانش در دهه گذشته در صدها نوشتار استفاده شده‌اند. استفاده از این قیاس‌ها می‌تواند به نخستین شرح‌ها از اصل نسبیت عام توسط آلبرت اینشتین و آیزاک نیوتن برگردد.